# Дејл (Индијана)
Дејл (енгл. Dale) град је у америчкој савезној држави Индијана.

## Демографија
По попису из 2010. године број становника је 1.593, што је 25 (1,6%) становника више него 2000. године.
| Група             | 2000.         | 2010.         |
| Белци             | 1.411 (90,0%) | 1.285 (80,7%) |
| Афроамериканци    | 16 (1,0%)     | 6 (0,4%)      |
| Азијати           | 0 (0,0%)      | 9 (0,6%)      |
| Хиспаноамериканци | 148 (9,4%)    | 289 (18,1%)   |
| Укупно            | 1.568         | 1.593         |